# HD213918
HD213918 — подвійна зоря. 
Ця подвійна система має видиму зоряну величину в смузі V приблизно 8,7.
Вона розташована на відстані близько 3706,3 світлових років від Сонця.

## Подвійна зоря
Головна зоря цієї системи належить до хімічно пекулярних зір й має спектральний клас B7.
В той же час спектральний клас іншої компоненти залишається  ще не визначеним.

## Фізичні характеристики
Телескоп Гіппаркос зареєстрував фотометричну змінність  даної зорі з періодом    1,43 доби в межах від  Hmin= 8,75 до  Hmax= 8,62.

## Пекулярний хімічний склад
Зоряна атмосфера HD213918 має підвищений вміст 
Sr
.

## Магнітне поле
Спектр даної зорі вказує на наявність магнітного поля у її зоряній атмосфері.
Напруженість повздовжної компоненти поля оціненої з аналізу
наявних ліній металів
становить 1751,1± 381,3 Гаус.